# جمعیت پیک سعادت نسوان
جمعیت پیک سعادت نسوان یکی از سازمان‌های زنان در رشت بود که در سال ۱۳۰۰ توسط تعدادی از زنان روشنفکر این شهر با گرایش‌های چپ تشکیل شد. این انجمن نشریه پیک سعادت نسوان را منتشر می‌کرد و مدرسه، کلاس‌های آموزشی برای زنان، کتابخانه و … تأسیس می‌کرد. این جمعیت نخستین گروه در ایران بود که هشت مارس را به عنوان روز زن پذیرفت و هر سال مراسم بزرگداشت آن را اجرا می‌کرد.
در دوره جنبش مشروطه انجمن‌های سری و نیمه‌سری زیادی در ایران به وجود آمدند. در این دوران انجمن‌های زنان نیز به طور مخفیانه شکل گرفتند که در جنبش مشروطه شرکت می‌کردند و بعدها، در سالهای پس از تشکیل مجلس و جنگ جهانی دوم سازمان‌هایی تأسیس شدند که به حقوق زنان می‌پرداختند.
پس از تشکیل نخستین کنگره حزب کمونیست ایران در بندر انزلی (۱۲۹۹)، تعدادی از زنان رشت جمعیت پیک سعادت نسوان را برای پی‌گیری حقوق سیاسی و اجتماعی زنان تأسیس کردند. مؤسسان اولیه انجمن عبارت بودند از: روشنک نوعدوست، جمیله صدیقی، سکینه شبرنگ، و اورانوس پاریاب.
این انجمن به تأسیس مدرسه دخترانه، کلاس‌های صنایع دست‌دوزی، کتابخانه، برپایی تئاتر و سخنرانی برای زنان می‌پرداختند. آنان نشریه «پیک سعادت نسوان» را نیز منتشر می‌کردند که نخستین نشریه چپ در ایران بود. صاحب امتیاز این نشریه روشنک نوعدوست بود.
بعدها جمیله صدیقی و شوکت روستا در حکومت رضاشاه پهلوی به چهار سال زندان محکوم شدند.